# Turley Richards (álbum)
Turley Richards é o segundo álbum de estúdio do cantor estadunidense Turley Richards, lançado em 1970.

## Faixas
(Todas as músicas por Turley Richards, exceto onde anotado).

### Lado A
1. "But Came the Dawn, and Then Goodbye" - 3:16
2. "Maybe I Can Change My Mind" (Carole King - Gerry Goffin) - 3:00
3. "Softly" (Gordon Lightfoot) - 3:15
4. "I'm Not Sayin'" (Gordon Lightfoot) - 2:55
5. "Then I'll Go Away" – 3:32

### Lado B
1. "I Heard the Voice of Jesus" (Traditional) - 7:05
2. "One Too Many Mornings" (Bob Dylan) – 3:46
3. "Love Minus Zero/No Limit" (Bob Dylan) - 3:16
4. "Gone from Yesterday" – 3:15

## Créditos
- Vocal: Turley Richards
- Arranjos: Al Gorgoni (exceto em "Love Minus Zero/No Limit" e "Gone from Yesterday", arranjos de Larry Wilcox)
- Engenheiros de gravação: Bill Radice e Ron Johnson
- Foto da capa: Bob Cato
- Direção de arte: Ed Thrasher

## Singles[2]
- "I Heard the Voice of Jesus" (1970) US #99
- "Love Minus Zero - No Limit" (1970) US #84